# کانکتور برگ

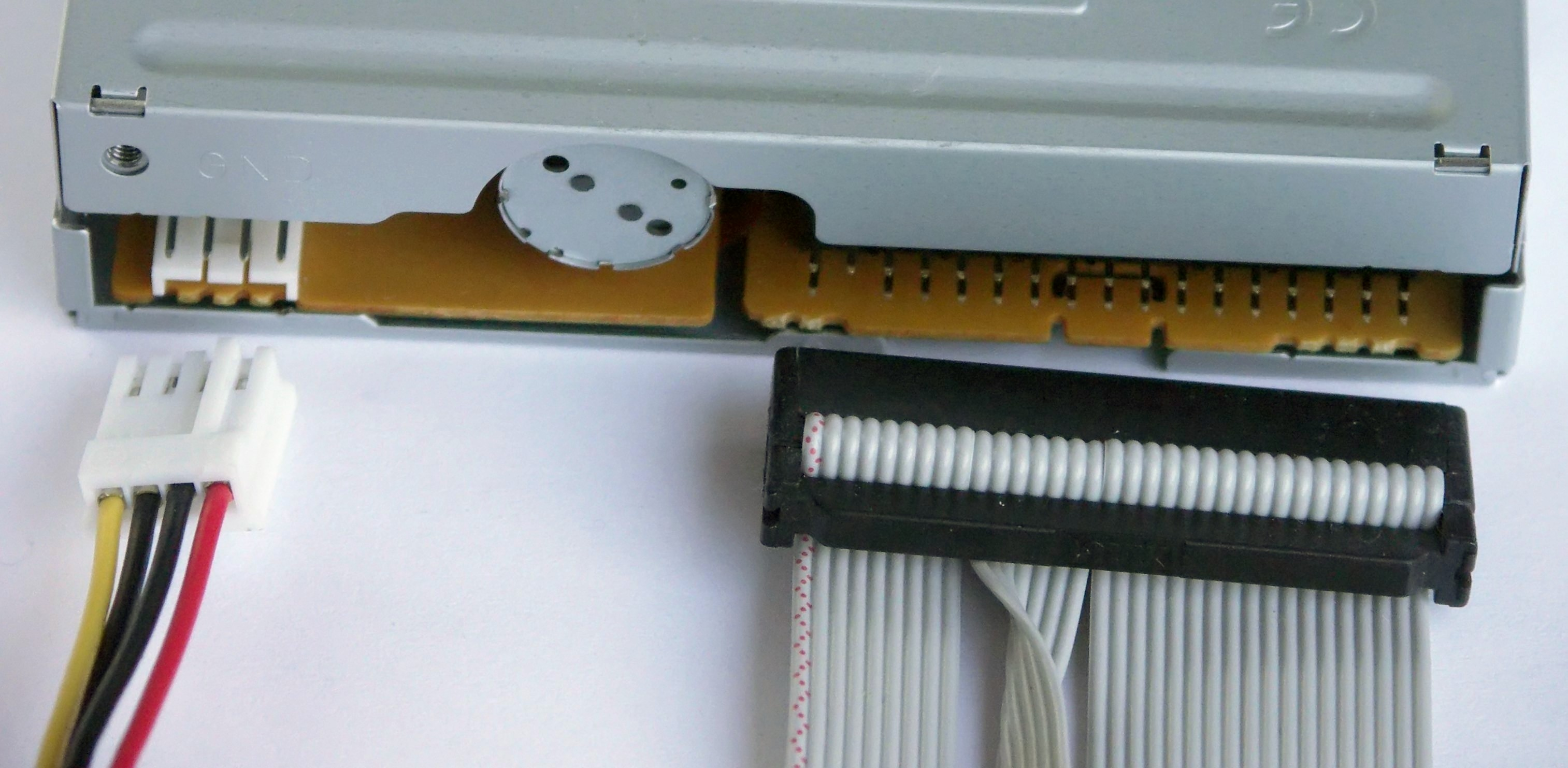
سمت عقب فلاپی درایو ۳٫۵ اینچی. اتصال‌دهنده برق برگ در سمت چپ نشان داده شده؛ کابل داده در سمت راست است.

کانکتور بِرگ (به انگلیسی: Berg connector) یا اتصال‌دهنده برگ یک بِرَند اتصال‌دهنده الکتریکی است که در سخت‌افزار کامپیوتر استفاده می‌شود. اتصال‌دهنده‌های برگ توسط شرکت برگ الکترونیکس در سنت لوئیس، میزوری، که اکنون بخشی از آمفنول است، تولید می‌شود.

## اتصال‌دهنده برق راه‌انداز فلاپی
کابل برق منبع تغذیه ای‌تی‌ایکس از سیم ای‌دبلیوجی ۲۰ به یک کانکتور مادگی ۴-پین تشکیل شده‌است. محفظه کانکتور پلاستیکی اتصال‌دهندگی تی‌ئی است / اِی‌ام‌پی ۱۷۱۸۲۲–۴ با پین‌های فلزی مادگی انتخابی از اتصال‌دهندگی تی‌ئی / اِی‌ام‌پی ۱۷۰۲۰۴-* یا ۱۷۰۲۶۲-*، که در آن *، ۱ یا ۲ یا ۴ است
اتصال‌دهنده پی‌سی‌بی نری در راه‌انداز فلاپی سه و نیم اینچی یک سَری نَر راست‌گوشه قطبیده (به انگلیسی: polarized right-angle) است که یک اتصال‌دهندگی تی‌ئی / اِی‌ام‌پی ۱۷۱۸۲۶–۴ است، مدل مستقیم اِی‌ام‌پی ۱۷۱۸۲۵–۴ است.

## تاریخچه شرکت
در سال ۱۹۹۸، برگ الکترونیکس توسط FCI (شرکت‌های فرامرزی فراماتومی) به مبلغ ۱٫۸۵ میلیارد دلار خریداری شد. درسال ۲۰۱۶، اف‌سی‌آی آسیا پتی توسط امفنول خریداری شد.